# Оселя зла: Апокаліпсис
«Оселя зла: Апокаліпсис» (англ. Resident Evil: Apocalypse) — американська кіноадаптація гри Resident Evil від студії Capcom в жанрі екшн, яка вийшла в 2004 році і є сиквелом до фільму 2002 року «Оселя зла».
Сценаристом фільму став Пол В. С. Андерсон, який також був режисером першої частини; Третій фільм під назвою «Оселя зла: Вимирання» вийшов на екрани 20 вересня 2007 року.

## Сюжет
Звичайний день починається у Раккун-Сіті. Але корпорація Umbrella зібрала нову групу для розкриття Вулика, з метою перевірити, що саме сталося у лабораторії. Спочатку все йде за планом, але операція виходить з-під контролю: на групу нападають заражені вірусом, і інфекцію більше ніщо не стримує. Після цього корпорація починає евакуацію важливих вчених з Раккун-Сіті. Але один із них, доктор Чарльз Ешфорд, не бажає їхати без доньки, яка знаходиться в школі, і її забирають люди корпорації. На зворотньому шляху в машину врізається бетономішалка. Кортеж виїжджає з міста без дівчинки.
13 годин потому у місті з'являються заражені. Співробітник S.T.A.R.S. Джилл Валентайн приходить до своєї дільниці, вбиває затриманих-зомбі, звільняє затриманого афорамериканця Ллойда Джефферсона Вейда, або ж Ел-Джея, і радить всім тікати з міста. Єдиний вихід з Раккун-Сіті можливий через міст Рейвенс Гейт (англ. Ravens Gate), де знаходиться один-єдиний контрольно-пропускний пункт корпорації, так як всі інші виходи закриті. Все місто поспішає до мосту. З гелікоптера, із загоном бойовиків корпорації, помічають на одному із дахів вцілілу, яку переслідує зомбі. Один із бойовиків, Карлос Олівера, вимагає, щоб пілот спустився для допомоги, але той відмовляється, бо їм наказано слідувати до мосту для підкріплення. Використовуючи десантний трос Карлос з допомогою товаришів спускається вниз і розстрілює натовп заражених. За ним спускаються інші найманці. Але вцілілу вже покусали і вона стрибає з даху. Коли один із городян раптово перетворюється на зомбі, він кусає сержанта Пейтона Веллса і отримує кулю від Джилл Валентайн. Майор Тімоті Кейн розуміє, що вірус поширюється і наказує закрити ворота. Всім, хто залишився за воротами, наказано повернутися в місто під загрозою розстрілу.
Раккун-Сіті заповнили зомбі. Після відльоту гелікоптера найманці на чолі з Оліверою намагаються вибратися з міста. Вони приєднуються до поліцейських сил Раккун-Сіті, але сили були надто нерівні. Піти живими вдалося лише трьом найманцям: Карлосу і двом росіянам — Ніколаю Жукову та Юрію Логінову, якого вкусили під час сутички. Ел-Джей тим часом катається містом, збиваючи зомбі. Але задивишись на зомбі-стриптизерок, він ламає машину і йому доводиться тікати. У місті з'являються монстри Лизуни. Ці мутанти нападають на групу людей, що вижили в церкві, вбивши двох осіб. Через систему стеження в місті доктор Ешфорд виходить на групу вцілілих — Джилл Валентайн, Террі Моралес і Пейтона Веллса, до якої приєдналася Еліс. Вчений пропонує порятунок замість пошуків його доньки Анжели. На пошуки відведено лише одну добу, оскільки уряд збирається знищити місто з допомогою ядерного вибуху. Еліс та її супутникам вдається вирахувати місцерозташування доньки вченого. Карлос, Ніколай і Юрій пробираються провулками і намагаються викликати гелікоптер для евакуації, але марно. Ніколай звертає увагу товаришів на звук гелікоптера і вони, визначивши куди він прямує, поспішають туди. Кейн наказує активувати проект «Немезида». Зі зброєю для нього і був висланий гелікоптер, який помітив Карлос. Немезида забирає зброю і йде. Діставшись до дослідного центру Амбрелли, найманці знаходять тільки порожні ящики з-під зброї. Юрій кусає Карлоса і отримує від нього кулю в голову. В цей час, в таборі за стіною, доктор Ешфорд зламує програму міського відеоспостереження. Він зв'язується з Карлосом і пропонує свою допомогу, якщо вони врятують доньку. Немезис тим часом вбиває залишок загону S.T.A.R.S., до яких прибився Ел-Джей, але монстр його не чіпає (Ел-Джей викинув свої пістолети) і йде геть
По дорозі до школи, де ховається донька доктора, Немезис вбиває сержанта Пейтона Веллса, і це розділяє вцілілих. Еліс намагається відвести мутанта, а решта продовжують шлях. Згодом Джилл і Террі підбирають на машині ще Ел-Джея. Зайшовши в школу, герої розділяються, щоб знайти дівчинку. Журналістка, оглядаючи перший поверх, заходить в один із класів, де на неї нападають мутовані діти, які її з'їдають. Джилл Валентайн вдається знайти дівчинку. Анжела розкриває таємницю Т-вірусу, який реанімує мертві клітини і спричинює мутації в організмі. Він був покликаний дати здоров'я паралізованим людям, в тому числі самій Анжелі, але корпорація Амбрелла перетворила його на біологічну зброю. Пробираючись коридорами і тікаючи від собак-мутантів, вцілілі знаходять допомогу від двох колишніх співробітників корпорації із спецзагону, але один із них (Ніколай Жуков) гине.
Група Еліс, до якої приєдналися Карлос Олівера та Анжела, дістається до обіцяного гелікоптера, але потрапляє в засідку. Еліс доводиться битися з Немезидою, в якому вона впізнає генетично модифікованого Метта. Еліс пробуджує в ньому колишні спогади, внаслідок чого він стає на бік тих, що вижили. Метт рятує Еліс від підоспілих гелікоптерів Амбрелли, знищивши один із них пострілом з ракетниці. Корпус знищеного гелікоптера падає на Метта і вбиває його. Після бою Еліс та її друзям вдається злетіти з даху на гелікоптері. Еліс скидає на дах майора Тімоті Кейна, який змусив її битися з Немезисом. Він намагається перестріляти заражених з пістолета. У безвиході Кейн намагається застрелитися, але в пістолеті немає набоїв. Ешфорд кусає його в шию, і слідом за ним зомбі починають пожирати майора. Еліс на гелікоптері летить з міста, яке знищують ракетою з ядерною боєголовкою. Ударна хвиля від вибуху збиває гелікоптер. Корпорація Амбрелла запускає в пресу повідомлення, ніби в Раккун-Сіті сталася аварія на АЕС, «найгірша з часів вибуху в Чорнобилі». Уряд США оголошує Валентайн з Оліверою в розшук.
Після краху гелікоптера було виявлено тіло Еліс, яка згодом прокидається в лабораторії Амбрелли, але вона нічого не пам'ятає. Але коли Еліс згадує своє ім'я, несподівано до неї повертається пам'ять, і зі словами: «Мене звати Еліс, і я все згадала» (My name is Alice, and I remember everything), вона приводить до бездушності охорону і співробітників лабораторії, пробиваючись до виходу. Поглядом вона вбиває охоронця через камеру спостереження. На виході її чекають переважаючі сили Амбрелли і машина з друзями, які прибули звільнити її під виглядом співробітників корпорації. Приходить наказ пропустити її, і Еліс їде. Керівник лабораторії із задоволенням вимовляє: «Програма „Alice“ активована», — при цьому в очах Еліс з'являється логотип компанії Амбрелла.

## У ролях
- Мілла Йовович — Еліс
- Сієнна Гіллорі — Джилл Валентайн
- Одед Фер — Карлос Олівера
- Джаред Харріс — доктор Чарльз Ешфорд
- Томас Кречманн — майор Тімоті Кейн
- Сандрін Холт — Террі Моралес
- Софі Вавассеур — Анжела Ешфорд
- Разаак Адоті — сержант Пейтон Веллс
- Майк Еппс — Ел Джей (Ллойд Джефферсон Вейн)
- Ієн Глен — доктор Сем Айзекс
- Зак Ворд — Ніколай Жуков
- Стівен Хайес — Юрій Логінов
- Метью Джей Тейлор — Немезіс/Метт Едісон
- Ерік Мабіус — Метт Едісон(флешбек)

## Виробництво
Зйомки сиквела отримали дозвіл відразу після успіху першої частини. Фільм був спродюсований компаніями Constantin Film, Davis Film та Impact Pictures, розташованими у Франції, Великій Британії та Канаді. Виробничий процес розпочався в серпні 2003 року, та завершились 23 жовтня того ж року. Більша частина роботи над фільмом полягала у використанні сучасних спецефектів, піротехнічних вибухів та комп'ютерної графіки. Тому Прем'єра фільму відбулась аж 10 вересня 2004 року. Переважно фільм знімали в Онтаріо (Канада), мерія Торонто використовувалась в зйомках як мерія Раккун-Сіті, а Національний Торговий Центр, як штаб-квартира воєнних. На фільм було витрачено на 11 мільйонів доларів більше ніж на оригінальний «Оселя зла» (2002). Робочою назвою фільму була «Resident evil: Project Nemesis», але її змінили тому що зі схожою назвою вийшов «Стар Трек: Немезида».

## Цікаві факти
- Перша сцена, де Еліс приходить до тями в лікарні і до моменту, коли вона заряджає дробовик, повністю взята із першого фільму.
- Одяг Немезиди важив близько 13,6 кг. Зброя, яку він тримає однією рукою, важила 29,5 кг.
- У фільмі жодного разу не згадується слово «зомбі», так як заражені люди не є такими.

## Помилки у фільмі
- В момент, коли Джилл Валентайн заходить до дільниці і вбиває кількох зомбі, вона двічі вставляє нову обойму.
- Тікаючи від Немезиса, Еліс вивихнула палець. Але коли вона ховається від вогню за сміттєвим баком і притискає руки до обличчя, всі її пальці цілі. В наступному кадрі Еліс знову поправляє вивихнутий палець.